# Gudit
La reine Judith ou Gudit (en guèze ጉዲት) (fl. vers 960), ou encore Yodit, est une souveraine éthiopienne qui, selon les légendes locales, envahit Axoum, détruisit les églises et les monuments, et tenta d'exterminer les membres de la famille régnante du royaume d'Aksoum,. Ses actes sont enregistrés dans la tradition orale et mentionnés accessoirement dans divers récits historiques.

## Biographie

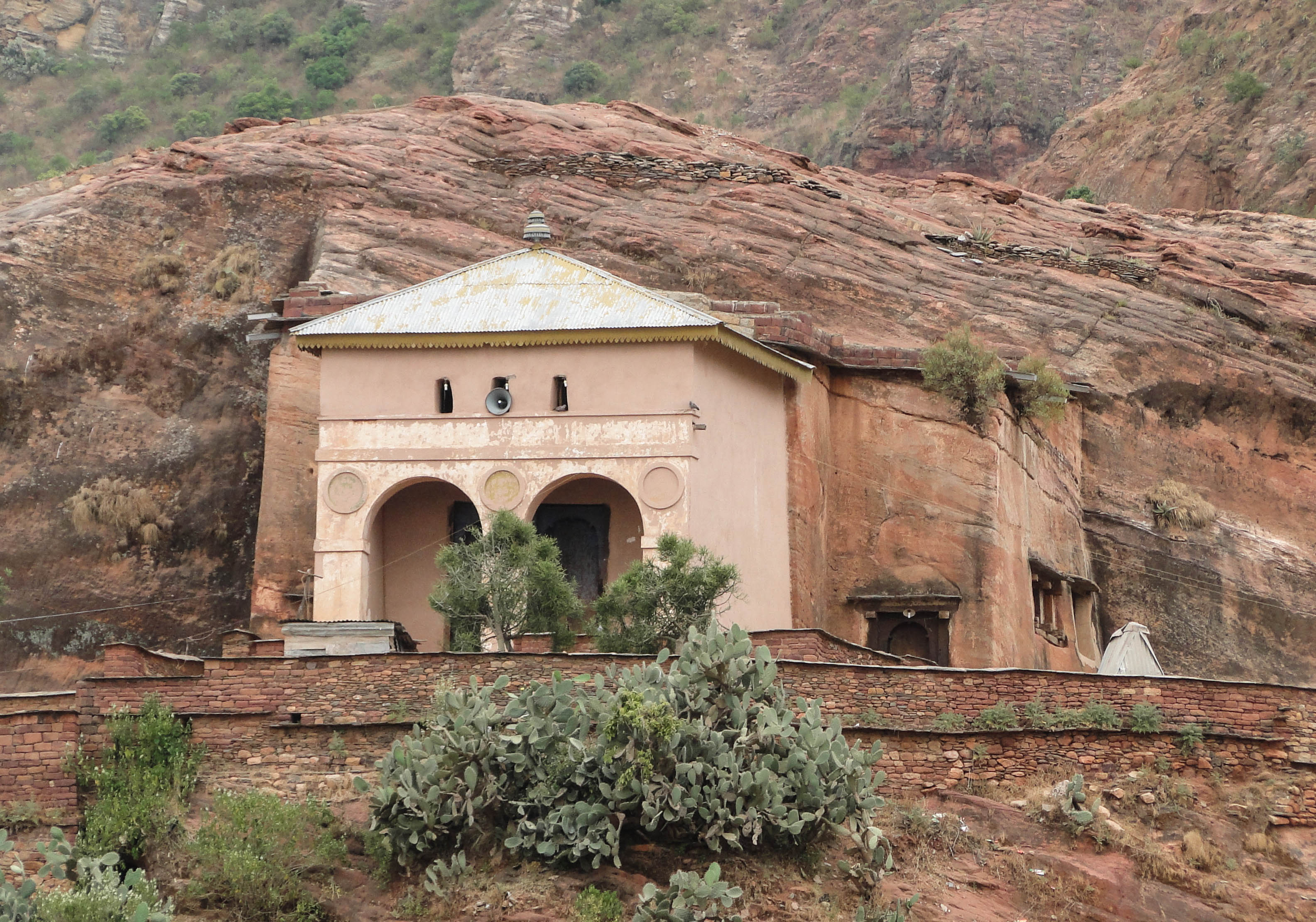
Église d'Abreha et Atsbeha.

Les informations relatives à Gudit sont contradictoires et incomplètes. Paul B. Henze note : « Elle est réputée avoir tué l'empereur, accédé elle-même au trône, et régné pendant 40 années ». Les récits de ses actions violentes sont toujours relatés parmi les paysans des régions nord de l'Éthiopie. Henze poursuit dans une note de bas de page :

« Lors de ma première visite de l'église troglodyte d'Abreha et Atsbeha dans l'Est du Tigré en 1970, j'ai remarqué que son plafond finement sculpté était noirci par la suie. Le prêtre m'a expliqué que c'était  l'œuvre de Gudit, qui avait entassé du foin dans l'église avant de l'incendier neuf siècles auparavant… »

Selon une tradition, Gudit saccage et incendie le monastère de Debre Damo, où, à cette époque, était conservé le trésor et qui servait de prison pour les parents mâles du souverain ; il s'agit sans doute de l'écho de la prise et du pillage de l'Amba Geshen (en) par Ahmed Ibn Ibrahim Al-Ghazi. Gudit est connue sous le nom de Esato en Amharique, du mot Esat qui signifie « feu ».
Toutefois, James Bruce rapporte une tradition selon laquelle Dil Na'od est détrôné par Gudit, et que Mara Takla Haymanot (que Bruce nomme « Takla Haymanot ») est un cousin de Gudit qui lui succède après plusieurs autres membres de sa propre famille.
Dans la tradition orale, Gudit est parfois confondue avec la reine musulmane du Tigré du XVIe siècle Ga'ewa (en).
François-Xavier Fauvelle présente quant à lui le contexte d'un royaume chrétien en déclin dans lequel la légitimité du patriarche Cosmas III est particulièrement remise en question. Il rappelle que le récit de Gudit s'inscrit dans l'historiographie révisée de la dynastie salomonide qui vise à établir une continuité dynastique du royaume chrétien éthiopien.
Les traditions tardives présentent aussi Gudit comme la fille d'un roi ou la petite-fille du roi aksoumite Wedem Asfare (en). Cependant, cette association est probablement le fruit d'une reconstruction afin de la relier à la dynastie chrétienne. Elle peut également être confondue avec une reine païenne dans les chroniques musulmanes qui interviendrait à cette période également.
Enfin, la documentation contemporaine des événements est lacunaire. Ibn Hawqal indique que l'Éthiopie est, à ce moment-là, gouvernée par une femme qui dirige le pays depuis une trentaine d'années, impliquant qu'une femme gouverne avant 970.
La tradition éthiopienne attribue à Gudit le rôle de fossoyeuse du royaume d'Aksoum, provoquant la fin de celui-ci et détruisant plusieurs stèles. Elle représente l'émergence d'une nouvelle force politique difficile à identifier. L'identification des Bani al-Hamwiyah qu'elle gouverne ne fait pas consensus ; cependant, on tend à les relier au royaume de Damot. Mais d'autres associent Gudit à une reine juive ou à la reine des Agew.

## Dans la culture

### Jeux vidéo
- Gudit est la protagoniste de la campagne éthiopienne dans Age of Empires II: DE.